# Dimorphina
Dimorphona es un género de foraminífero bentónico de la subfamilia Lenticulininae, de la familia Vaginulinidae, de la superfamilia Nodosarioidea, del suborden Lagenina y del orden Lagenida. Su especie tipo es Dimorphina tuberosa. Su rango cronoestratigráfico abarca desde el Mioceno hasta la Actualidad.

## Clasificación
Dimorphona incluye a las siguientes especies:
- Dimorphina capellinii
- Dimorphina chapapotensis
- Dimorphina compacta
- Dimorphina danvillensis
- Dimorphina deformis
- Dimorphina globuliniformis
- Dimorphina janjukensis
- Dimorphina kahleri
- Dimorphina lingulinoides
- Dimorphina macrocephala
- Dimorphina millettii
- Dimorphina minuta
- Dimorphina mutsuensis
- Dimorphina subtensis
- Dimorphina triassica
- Dimorphina tuberosa
- Dimorphina ursuloe

Otras especies consideradas en Dimorphona son:
- Dimorphina nodosaria †, aceptado como Marginulina nodosaria
- Dimorphina obliqua †, aceptado como Marginulina obliqua
- Dimorphina saxipara †, aceptado como Bifarina saxipara
- Dimorphina zitteli, aceptado como Rectobolivina zitteli